# To the Sea
To the Sea is het zesde studioalbum van de Hawaïaanse singer-songwriter Jack Johnson. Het werd in Nederland en België op 1 juni 2010 uitgebracht door Universal Records. Aan het album werkten enkele gastmuzikanten mee, zoals Garrett Dutton, leadzanger van de aan bluesmuziek verwante hiphopgroep G. Love & Special Sauce.
Het album werd in een periode van drie weken opgenomen in twee studio's, in Los Angeles en op Hawaï. Beide studio's worden geheel aangedreven door zonne-energie. Johnson werd bij het schrijven van de nummers geïnspireerd door het vaderschap. Zijn vader, Jeff Johnson, overleed in 2009 en Jack Johnson heeft zelf drie kinderen. Op de albumhoes is een foto te zien van een sculptuur die Jeff maakte toen hij twintig jaar oud was.
De eerste single van het album, "You and Your Heart", werd op 5 april 2010 uitgegeven.
In de Verenigde Staten kwam To the Sea op de eerste plaats binnen. Het is hiermee zijn derde album dat de hoogste positie in de Billboard 200 bereikt. In de eerste week na de uitgave werden van het album ruim tweehonderdduizend exemplaren verkocht. Na het verschijnen van To the Sea zal Johnson op 26 juni 2010 aan een concerttournee door het Verenigd Koninkrijk beginnen, om op 9 juli in Noord-Amerika deze reeks optredens voort te zetten. De opbrengsten van zijn concerten worden volledig gedoneerd aan goede doelen.

## Composities
1. "You and Your Heart" - 3:12
2. "To the Sea" - 3:30
3. "No Good with Faces" - 3:31
4. "At Or with Me" - 3:57
5. "When I Look Up" - 0:58
6. "From the Clouds" - 3:05
7. "My Little Girl" - 2:20
8. "Turn Your Love" - 3:12
9. "The Upsetter" - 3:49
10. "Red Wine, Mistakes, Mythology" - 4:03
11. "Pictures of People Taking Pictures" - 3:19
12. "Anything But the Truth" - 2:53
13. "Only the Ocean" - 3:39

## Bezetting
Aan het album werkten de volgende artiesten mee:
- Paula Fuga - zang
- G. Love - mondharmonica
- Zach Gill - percussie, piano, achtergrondzang, Wurlitzer-piano, melodica
- Jack Johnson - gitaar, percussie, ukelele, zang, mellotron
- Emmett Malloy - percussie, achtergrondzang
- Merlo Podlewski - basgitaar, percussie, achtergrondzang
- Adam Topol - percussie, drums, Glockenspiel, achtergrondzang

## Hitnoteringen

### Album Top 100
| "To the Sea" in de Nederlandse Album Top 100 - Binnen: 05-06-2010 | "To the Sea" in de Nederlandse Album Top 100 - Binnen: 05-06-2010 | "To the Sea" in de Nederlandse Album Top 100 - Binnen: 05-06-2010 | "To the Sea" in de Nederlandse Album Top 100 - Binnen: 05-06-2010 | "To the Sea" in de Nederlandse Album Top 100 - Binnen: 05-06-2010 | "To the Sea" in de Nederlandse Album Top 100 - Binnen: 05-06-2010 | "To the Sea" in de Nederlandse Album Top 100 - Binnen: 05-06-2010 | "To the Sea" in de Nederlandse Album Top 100 - Binnen: 05-06-2010 | "To the Sea" in de Nederlandse Album Top 100 - Binnen: 05-06-2010 | "To the Sea" in de Nederlandse Album Top 100 - Binnen: 05-06-2010 | "To the Sea" in de Nederlandse Album Top 100 - Binnen: 05-06-2010 | "To the Sea" in de Nederlandse Album Top 100 - Binnen: 05-06-2010 | "To the Sea" in de Nederlandse Album Top 100 - Binnen: 05-06-2010 | "To the Sea" in de Nederlandse Album Top 100 - Binnen: 05-06-2010 | "To the Sea" in de Nederlandse Album Top 100 - Binnen: 05-06-2010 | "To the Sea" in de Nederlandse Album Top 100 - Binnen: 05-06-2010 | "To the Sea" in de Nederlandse Album Top 100 - Binnen: 05-06-2010 |
| Week:                                                             | 1                                                                 | 2                                                                 | 3                                                                 | 4                                                                 | 5                                                                 | 6                                                                 | 7                                                                 | 8                                                                 | 9                                                                 | 10                                                                | 11                                                                | 12                                                                | 13                                                                | 14                                                                | 15                                                                |                                                                   |
| ----------------------------------------------------------------- | ----------------------------------------------------------------- | ----------------------------------------------------------------- | ----------------------------------------------------------------- | ----------------------------------------------------------------- | ----------------------------------------------------------------- | ----------------------------------------------------------------- | ----------------------------------------------------------------- | ----------------------------------------------------------------- | ----------------------------------------------------------------- | ----------------------------------------------------------------- | ----------------------------------------------------------------- | ----------------------------------------------------------------- | ----------------------------------------------------------------- | ----------------------------------------------------------------- | ----------------------------------------------------------------- | ----------------------------------------------------------------- |
| Positie:                                                          | 8                                                                 | 11                                                                | 16                                                                | 21                                                                | 25                                                                | 22                                                                | 31                                                                | 38                                                                | 41                                                                | 48                                                                | 48                                                                | 47                                                                | 76                                                                | 74                                                                | 79                                                                | uit                                                               |

### Ultratop 100
| To the Sea in de Vlaamse Ultratop 100 -- binnen: 05-06-2010 | To the Sea in de Vlaamse Ultratop 100 -- binnen: 05-06-2010 | To the Sea in de Vlaamse Ultratop 100 -- binnen: 05-06-2010 | To the Sea in de Vlaamse Ultratop 100 -- binnen: 05-06-2010 | To the Sea in de Vlaamse Ultratop 100 -- binnen: 05-06-2010 | To the Sea in de Vlaamse Ultratop 100 -- binnen: 05-06-2010 | To the Sea in de Vlaamse Ultratop 100 -- binnen: 05-06-2010 | To the Sea in de Vlaamse Ultratop 100 -- binnen: 05-06-2010 | To the Sea in de Vlaamse Ultratop 100 -- binnen: 05-06-2010 | To the Sea in de Vlaamse Ultratop 100 -- binnen: 05-06-2010 | To the Sea in de Vlaamse Ultratop 100 -- binnen: 05-06-2010 | To the Sea in de Vlaamse Ultratop 100 -- binnen: 05-06-2010 | To the Sea in de Vlaamse Ultratop 100 -- binnen: 05-06-2010 | To the Sea in de Vlaamse Ultratop 100 -- binnen: 05-06-2010 | To the Sea in de Vlaamse Ultratop 100 -- binnen: 05-06-2010 | To the Sea in de Vlaamse Ultratop 100 -- binnen: 05-06-2010 | To the Sea in de Vlaamse Ultratop 100 -- binnen: 05-06-2010 |
| Week:                                                       | 1                                                           | 2                                                           | 3                                                           | 4                                                           | 5                                                           | 6                                                           | 7                                                           | 8                                                           | 9                                                           | 10                                                          | 11                                                          | 12                                                          | 13                                                          | 14                                                          | 15                                                          |                                                             |
| ----------------------------------------------------------- | ----------------------------------------------------------- | ----------------------------------------------------------- | ----------------------------------------------------------- | ----------------------------------------------------------- | ----------------------------------------------------------- | ----------------------------------------------------------- | ----------------------------------------------------------- | ----------------------------------------------------------- | ----------------------------------------------------------- | ----------------------------------------------------------- | ----------------------------------------------------------- | ----------------------------------------------------------- | ----------------------------------------------------------- | ----------------------------------------------------------- | ----------------------------------------------------------- | ----------------------------------------------------------- |
| Positie:                                                    | 48                                                          | 13                                                          | 26                                                          | 28                                                          | 33                                                          | 35                                                          | 17                                                          | 23                                                          | 28                                                          | 34                                                          | 42                                                          | 57                                                          | 57                                                          | 66                                                          | 78                                                          | uit                                                         |